# Jean-Marie Gèze
Pour les articles homonymes, voir Gèze (homonymie).
Jean-Marie Michel Gèze est un homme politique français né le 7 mai 1755 à Cézan (Gers) et mort à une date inconnue.

## Biographie
Avoué à Condom, il est député du Gers en 1815, pendant les Cent-Jours.

## Sources
- « Jean-Marie Gèze », dans Adolphe Robert et Gaston Cougny, Dictionnaire des parlementaires français, Edgar Bourloton, 1889-1891 [détail de l’édition]